# Edwin Charles Tubb
Edwin Charles Tubb (Londres, 15 de octubre de 1919-10 de septiembre de 2010) fue un escritor británico de fantasía, ciencia ficción y novelas del oeste. Autor de más de 140 novelas y 230 cuentos cortos y noveletas, Tubb es conocido por la serie literaria Dumarest of Terra, una épica saga de ciencia ficción ambientada en un futuro lejano. Llegó a ser uno de los cofundadores de la Asociación Británica de Ciencia Ficción, siendo el editor del primer número de la revista Vector.

## Biografía
Tubb nació en Londres y residió allí hasta su muerte en 2010. Fue invitado de honor en Heicon; la Convención mundial de ciencia ficción en Heidelberg, Alemania de 1970. Ganó cinco veces el premio literario de la revista Nebula Science Fiction Magazine (1953-1958) y recibió el premio literario Cytricon de 1955 al mejor escritor británico de ciencia ficción. Su cuento ‘Lucifer!’ ganó el Premio Europa en 1972. Su novela ‘The Possessed’ ganó el Premio Italia en la categoría Mejor novela internacional en 2010.
Se casó con Iris Kathleen Smith en 1944 y le sobreviven sus dos hijas, Jennifer y Linda, tres nietos, John Barham, Alan Barham y Steven, y dos nietas, Lisa Elcomb. y Julie Hickmott.

## Obra
Gran parte del trabajo de Tubb fue escrito bajo seudónimos que incluyen a Gregory Kern, Carl Maddox, Alan Guthrie, Eric Storm y George Holt. Usó 58 seudónimos durante cinco décadas de escritura, aunque algunos de estos eran nombres de pluma que también usaron otros escritores: Volsted Gridban (junto con John Russell Fearn), Gill Hunt (con John Brunner y Dennis Hughes), King Lang (con George Hay y John W. Jennison), Roy Sheldon (con H. J. Campbell) y Brian Shaw. El alias Charles Gray era exclusivamente suyo y adquirió muchos seguidores a principios de la década de 1950.
| Título         | Seudónimo       | Año       | Ref.   |
| -------------- | --------------- | --------- | ------ |
| Saturn Patrol  | King Lang       | oct. 1951 | [ 7 ]  |
| Planetfall     | Gill Hunt       | nov.1951  | [ 8 ]  |
| Argentis       | Brian Shaw      | feb. 1952 | [ 9 ]  |
| Alien Impact   |                 | may. 1952 | [ 10 ] |
| Alien Universe | Volsted Gripban | nov. 1952 | [ 11 ] |

## Recepción
De él Michael Moorcock escribió: «Su reputación de escritura rápida y colorida de ciencia ficción no tiene comparación con nadie en Gran Bretaña».

## Adaptaciones
Su novela The Space-Born fue adaptada en Francia en una película para televisión titulada Le Navire étoile producida por Radiodiffusion-Télévision Française, dirigida por Alain Boudet con guion de Michel Subiela y transmitida en 1962.